# 林姑娘
林姑娘（潮州話拼音：lim5 gou1 niang5；閩南語白話字：lîm-ko-niû）為泰南地區華人民間信仰的祭祀女神，相傳為明朝著名海盜與商人林道乾之妹。由於她的孝心和對愛國情操的故事，被泰國南部華人社群流傳並尊奉成神。北大年府有祭祀的廟宇靈慈宮與紀念博物館。

## 傳說由來
林府姑娘（林姑娘）傳說為中國明代著名海盜與商人林道乾之妹，而她的名字普遍有兩個，一個名字稱呼為慈貞，另一個為金蓮，在一些文獻資料中，她也被稱為Lim Kun Yew。
萬曆元年林道乾為官兵追剿，遁入海中。經暹羅港附近的大崑崙山（今越南崑崙島），見山高且廣，林道乾率領舟師登山築寨，但該地多颱風，海船難以停泊，於是棄之前往馬來半島，攻占北大年（今泰國北大年府）。由於林道乾聰明能幹，氣宇軒昂，並且還有多方面的工藝方面的知識和技能，甚至打仗也是智勇雙全，為國王鑄造大炮御敵有功，被招為駙馬，並改宗伊斯蘭教，做了北大年的灣港的管理官。
林道乾與北大年馬來穆斯林公主入贅成婚的消息傳回家鄉，已經過了很多年，在家鄉的母親因為多年不見林道乾思念成疾，其妹林姑娘事母至孝尚未出嫁，認為兄長入贅番邦，是數典忘祖，大逆不孝，林姑娘遂冒險南下北大年，極力的苦勸哥哥，返鄉去探母。因林道乾被明朝官府追殺，在北大年又有嬌妻與功名，執意不回中國，並準備建造一座富麗堂皇的清真寺，以表示他留在北大年的決心。林姑娘再三苦口婆心勸兄長都被拒絕，經過數月還是無動於衷。一天晚上，林姑娘來到哥哥正在建築中的清真寺附近，在一棵猴棗樹上上吊自盡了。在上吊前林姑娘詛咒清真寺永遠建造不起來。
林姑娘死後，林道乾以無比悲痛的心情厚葬了妹妹，並繼續建造清真寺，施工期間連遭三次雷劈屋頂，至今仍無人能建成。林姑娘萬里尋兄的事蹟被北大年地方的各族裔人士崇敬，紛紛到陵墓來祭祀，之後來還在附近為她建了廟宇。
另一種傳說為林姑娘與其兄林道乾一起對抗北大年的叛亂分子，被包圍後自殺。
林姑娘的陵墓位於庫塞清真寺附近，墓碑的日期為1574年，但實際上可能是在二十世紀初建造的。埋葬在北大年港口附近，後來被海水侵蝕，於1919年左右移至庫塞清真寺旁。

## 祭祀

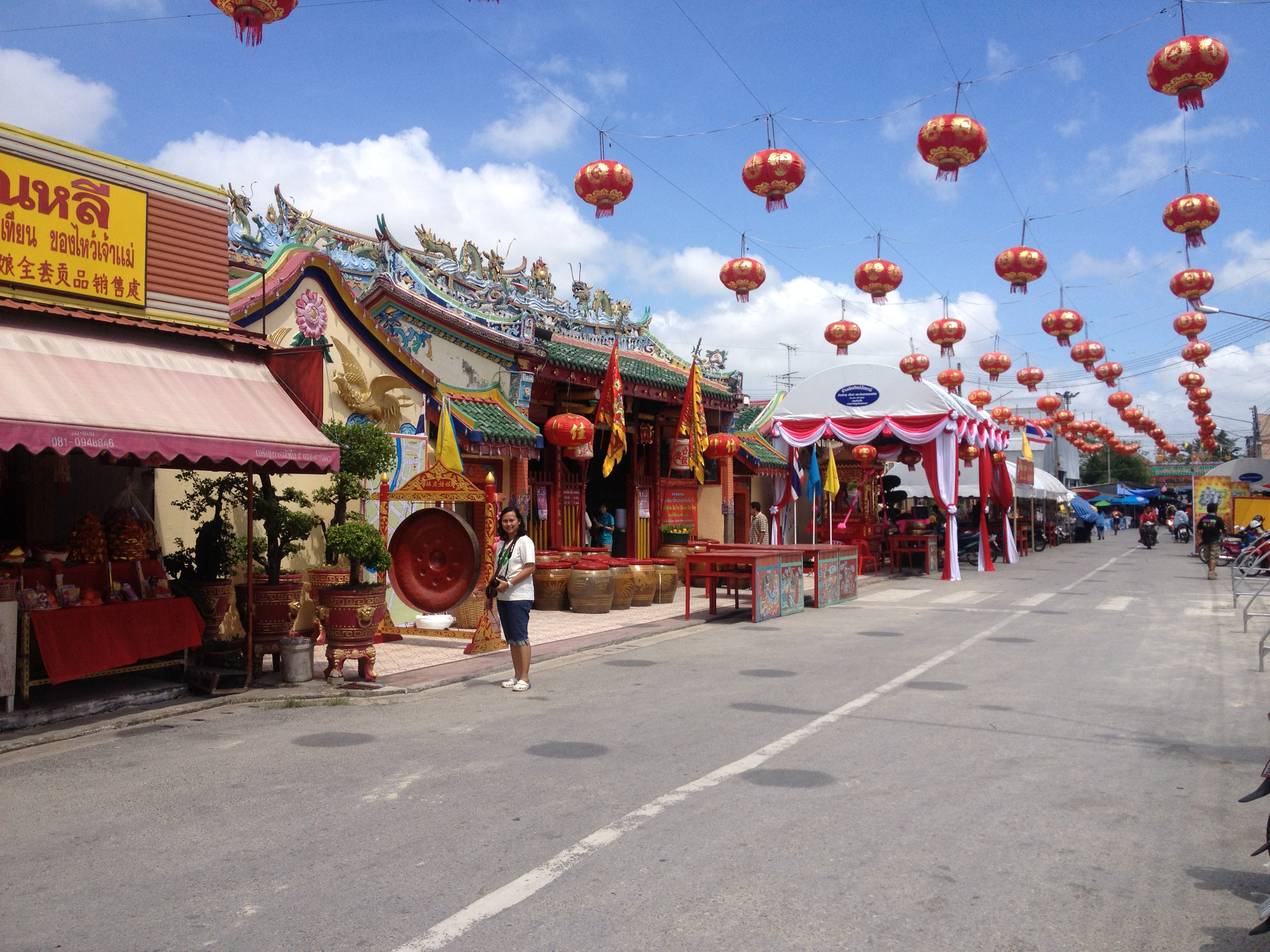

林姑娘廟最建立在庫塞清真寺附近，之後因廟宇破舊傾頹，神像移祀主祀清水祖師的靈慈宮。在鄰近的宋卡府以及惹拉府也有奉祀林姑娘的廟宇。林姑娘信仰還傳播到泰國中部地區 ，林姑娘信仰可能在1950年代傳播到北大年以外區域。 1960年代以來，北大年靈慈宮已成為馬來西亞和新加坡遊客的旅遊景點。
每年農曆正月十五元宵節，北大年府都要在慈靈宮舉行盛大廟會，當地人抬著包括林姑娘在內的19尊神明巡遊、過火和潑水。

### 寺庙
- 靈慈宮
- 合艾林姑娘廟
- 惹拉林姑娘庙